# ジョゼフ・チャールズ・ウィルソン

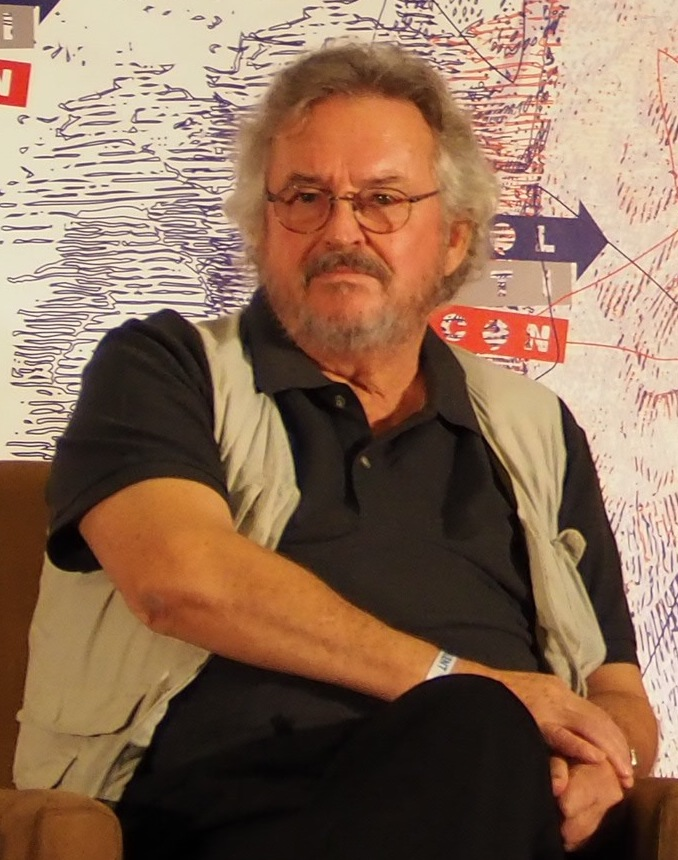
ジョゼフ・チャールズ・ウィルソン

ジョゼフ・チャールズ・ウィルソン4世（Joseph Charles Wilson IV、1949年11月6日 - 2019年9月27日）は、アメリカ合衆国の中東アフリカ問題に関する専門家である。イラク大使代理、ガボン大使、国家安全保障会議 (NSC) のアフリカ担当部長を歴任した。ジョージ・W・ブッシュ政権誕生後は退職し、コンサルタント業を行っていた。
2002年にアメリカ中央情報局よりイラクがウランをニジェールから買い付けたという疑惑（ニジェール疑惑）の調査でニジェールに派遣されたが、大量破壊兵器は無いと結論付けていた。後に大量破壊兵器説は全くのでたらめであったことが確認されたが、当時のブッシュ政権は大量破壊兵器があると世論に訴え続けていた。
これに対しウィルソンは、2003年7月6日付の米『ニューヨーク・タイムズ』紙に「What I Didn't Find in Africa」と題された文章を寄稿して世論に訴えたが、7月14日にロバート・ノヴァクにより３番目の妻ヴァレリー・プレイム(2017年に離婚)がCIAの工作員であると身分を漏洩された。これに対しウィルソンは記者会見を開き、これはアメリカ合衆国政府の報復だと訴えた。